# 异果鹤虱
异果鹤虱（学名：Lappula rigidum）是紫草科鹤虱属的植物。分布在巴基斯坦、伊朗、阿富汗、俄罗斯以及中国大陆的新疆等地，多生于荒漠，目前尚未由人工引种栽培。